# كاتاياما شينجي
كاتاياما شينجي (باليابانية: 片山信次؛ بالكانا: かたやま しんじ) هو ريكيشي ‏ ياباني، ولد في 6 سبتمبر 1979.

## وصلات خارجية
- كاتاياما شينجي على موقع الاتحاد الياباني للسومو (الإنجليزية)